# Обучение в действие
Обучение в действие (на английски: action learning) е образователен метод), при който хората работят и учат заедно, като се заемат с истински проблеми и въпроси, както и разсъждавайки върху своите действия . Така че в този случай обучаващите се придобиват знание чрез истински действия и практика, тоест практикувайки, а не чрез традиционните инструкции на преподаването. Този метод на учене е в контраст с традиционното учене, което се съсредоточава върху представянето на знанието и уменията.
Обучението в действие се извършва заедно с дрегите, в малки групи, наречени групи по обучение в действие. Обучението в действие се предлага особено за обучение на възрастни (например при HR трейнинги) и дава възможност на всеки участващ да рефлектира и преглежда действието, което извършва и възникващите теми на обучение, което се очаква да доведе до подобряване на уменията и постиженията.
Създател на обучението в действие е професор Реджиналд Ревънс. Той развива този метод през 40-те години на 20 век, като според него традиционните методи за учене са в значителна степен неефективни.
През 1983 година проф. Реджиналд Ревънс представя формула, чрез която може да се представи обучението в действие:
{\displaystyle L=P+Q}.
Ученето (learning) изисква традиционно, зададено по програма знание (programmed knowledge) и вникване чрез задаване на въпроси (questioning insight), която формула е повлияна от възникващите теории за изкуствен интелект и машинно обучение . Има два вида въпроси – първостепенни (главни) и второстепенни. Главните въпроси са четири – „Къде? Кой? Кога? Как?“, а второстепенните са три – „Какво? Как? Колко?“.
Концепцията на Обучение в действие е възприета в различни образователни учреждения по целия свят: САЩ, Канада, Латинска Америка, Средния Изток, Африка, Източна Азия и Австралия.